# كي يويمورا
كي يويمورا (باليابانية: 植村 慶) (24 سبتمبر 1981 في يوكوهاما في اليابان – )؛ هو لاعب كرة قدم ياباني سابق كان يلعب كحارس مرمى.

## وصلات خارجية
- كي يويمورا على موقع رابطة كرة القدم اليابانية للمحترفين (اليابانية)
- كي يويمورا على موقع قاعدة بيانات كرة القدم.إي يو (الإنجليزية)
- كي يويمورا على موقع Soccerway.com (الإنجليزية)
- كي يويمورا على موقع عالم كرة القدم.نت (الإنجليزية)
- كي يويمورا على موقع كووورة